# Toumanski R-11
Le Toumanski R-11, ou plus précisément Toumanski R-11-300 (en russe : « Туманский P-11-300 »), initialement désigné AM-11, est un turboréacteur de conception soviétique.

## Conception et développement
La conception et la réalisation des premiers exemplaires de ce moteur furent effectuées dans l'OKB-300 de mai 1953 à janvier 1955, sous la supervision d'Alexandre Mikouline, suivi par Sergueï Toumanski. Le moteur reçut alors pendant un premier temps la désignation AM-11, mais, lorsque Mikouline fut démis de ses fonctions, le moteur reçut la désignation de R-11-300 (« -300 » se référant alors à l'OKB où il avait été conçu)
Développé pour l'avion de reconnaissance Yakovlev Yak-25RV, ce turboréacteur était optimisé pour les hautes altitudes, à flux axial et initialement dépourvu de postcombustion. Il disposait également d'une architecture à double corps, ce qui constituait alors une première pour les Soviétiques. Il fut démarré pour la première fois en janvier 1956, puis fut testé sur des prototypes d'avions de chasse à venir, dont le célèbre MiG-21. La conception évolua ensuite pour donner les Toumanski R-13 et R-25. Au total, 20 900 turboréacteurs R-11 ont été construits.

## Versions
- R-11-300 : (en russe : « Р-11-300 ») Première version produite en série, optimisée pour la haute altitude, sans postcombustion ;
- R-11F-300 (R-37F) : (en russe : « Р-11Ф-300 ») Version dotée d'une postcombustion, entrée en production en 1956. Elle équipe les MiG-21F, MiG-21P et MiG-21U ;
- R-11AF-300 : (en russe : « Р-11AФ-300 ») Version améliorée pour les Yakovlev Yak-28B, Yak-28L et Yak-28U ;
- R-11F2-300 : (en russe : « Р-11Ф2-300 ») Version dotée d'un nouveau compresseur, d'une nouvelle postcombustion et d'une nouvelle tuyère, montée sur les MiG-21P, MiG-21PF et MiG-21FL ;
- R-11AF2-300 : (en russe : « Р-11AФ2-300 ») Version R-11F2-300 adaptée pour les Yakovlev Yak-28I, Yak-28R et Yak-28P ;
- R-11F2S-300 et R-11F2SU-300 : (en russe : « Р-11Ф2С-300 » et « Р-11Ф2СУ-300 ») Version améliorée (essentiellement au niveau des injecteurs de carburant) pour les MiG-21PFM, MiG-21PFS, MiG-21S, MiG-21U et MiG-21UM, et pour les Soukhoï Su-15TM, Su-15UT et Su-15UM ;
- R-11F2SK-300 : (en russe : « Р-11Ф2СК-300 ») Ultime version, avec de nouveaux injecteurs ;
- Shenyang WP-7 : Copie chinoise du R-11.

## Caractéristiques (R-11F2S-300)
Caractéristiques générales :

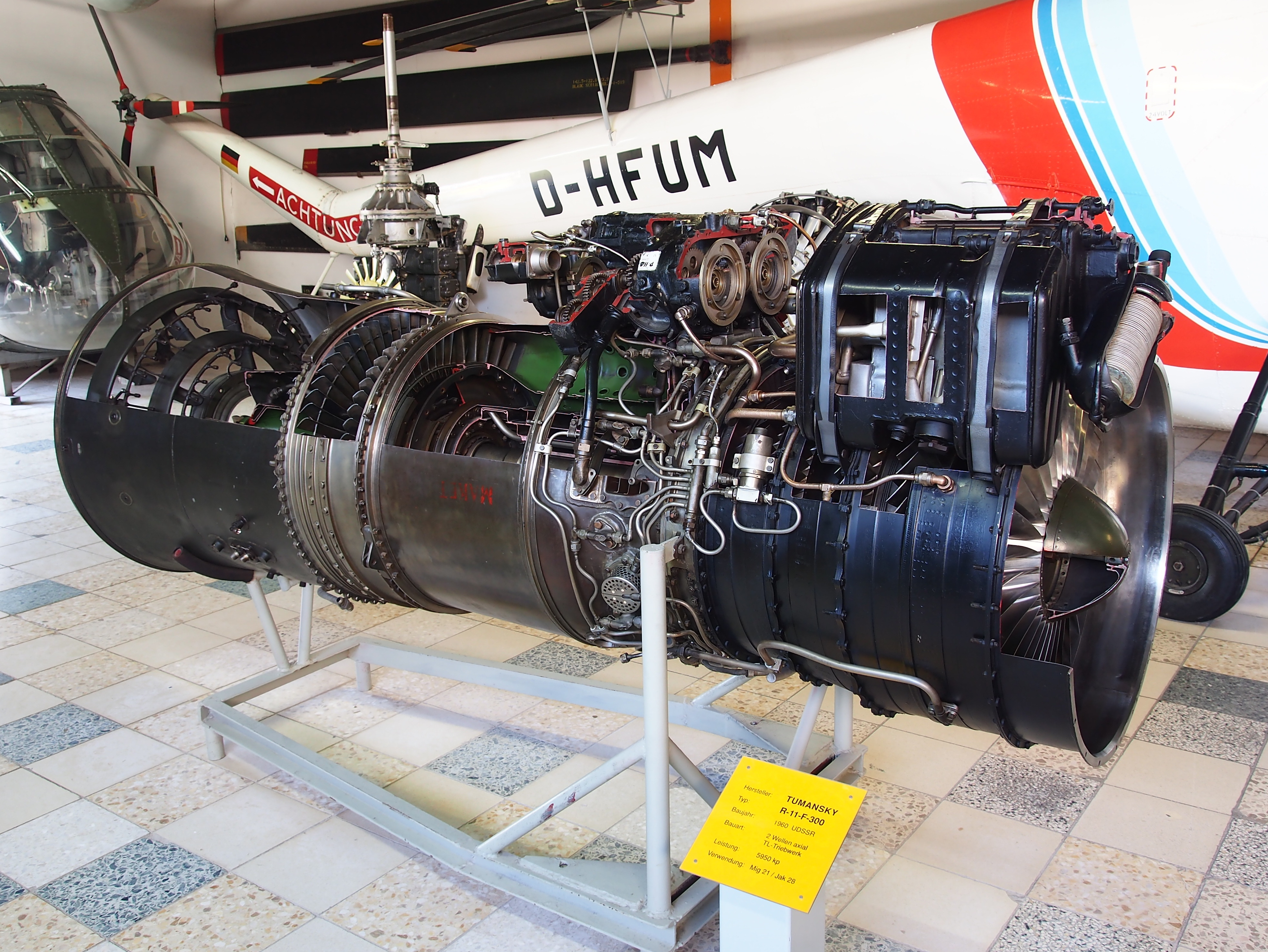
Un R-11F-300 en coupe, exposé à Hermeskeil.

- Type : turboréacteur avec postcombustion
- Longueur : 4 600 mm
- Diamètre : 906 mm
- Masse : 1 124 kg

Composants :
- Compresseur : compresseur axial

Performances :
- Poussée maximale :
  - 38,7 kN à puissance militaire maxi (à sec)
  - 60,6 kN avec postcombustion

- Ratio de compression : 8,9 : 1
- Température d'entrée de turbine : 955 °C
- Consommation spécifique : 
  - 97 kg/(h·kN) à vide
  - 242 kg/(h·kN) avec postcombustion
- Rapport poussée/masse : 53,9 N/kg (5,5 : 1)